# Chak De! India – Ein unschlagbares Team
Chak De! India – Ein unschlagbares Team (Hindi चक दे इंडिया cak de iṇḍiyā; Urdu چک دے انڈیا) ist ein indischer Sportfilm von Shimit Amin aus dem Jahr 2007.

## Handlung
Der Film beginnt mit einer Szene in Delhi und zeigt die letzten Minuten des Finales der Herrenhockey-Weltmeisterschaft. Pakistan führt 1:0 gegen Indien. In den letzten Sekunden des Spiels wird der indische Kapitän Kabir Khan im Strafraum gefoult und bekommt einen Siebenmeter zugesprochen, den er persönlich ausführen will. Doch er schießt knapp über das Tor und Indien verliert. Ein Fotograf nimmt einen Handschlag zwischen Kabir und einem pakistanischen Spieler auf, und schnell beginnen die Medien das Gerücht zu streuen, Kabir Khan hätte den Strafstoß absichtlich nicht verwandelt. Kabir und seine Mutter müssen ins Exil flüchten.
Sieben Jahre später taucht Kabir Khan wieder in der Öffentlichkeit auf und bewirbt sich um die Stelle als Nationaltrainer der indischen Frauennationalmannschaft, eine Mannschaft, die quasi nur auf dem Papier existiert. Aufgrund mangelnder Konkurrenz ist es für ihn ein Leichtes, den Posten zu bekommen.
Schon beim ersten Training wird Kabir bewusst, dass es den 16 Frauen, die aus den unterschiedlichsten Teilen Indiens stammen, an Teamgeist, Ausdauer und Motivation mangelt. Hinzu kommen noch einige an persönlichen Problemen.
Die junge Komal Chautala (Chitrashi Rawat) aus Haryana gerät in einen Konkurrenzkampf mit Preeti Sabarwal (Sagarika Ghatge) aus Chandigarh. Balbir Kaur (Tanya Abrol) aus Punjab hat ihr Temperament kaum unter Kontrolle und schikaniert Rani Dispotta (Seema Azmi) und Soimoi Kerketa (Nisha Nair), die aus kleinen und etwas zurückgebliebenen Dörfern in Jharkhand stammen, besonders da Soimoi kein Englisch versteht. Mary Ralte (Kimi Laldawla) aus Mizoram and Molly Zimik (Masochon Zimik) aus Manipur (in Nordost-Indien) werden aufgrund ihres ostasiatischen Aussehens wie „Ausländer“ behandelt. Die neue Kapitänin Vidya Sharma (Vidya Malvade) wird von ihrem zukünftigen Schwiegervater unter Druck gesetzt, den Hockeysport aufzugeben. Ähnlich ergeht es Preeti, deren Verlobter Abhimanyu Singh (Vivan Bhatena), Vizekapitän des Indischen Cricketnationalteams, Frauenhockey nicht ernst nimmt. Er verlangt, dass Preeti nicht zusammen mit der Mannschaft zur Weltmeisterschaft fährt, damit sie in dieser Zeit heiraten können.
Kabir versucht den Frauen Disziplin beizubringen und schickt einige Spielerinnen schon während der ersten Minuten des Trainings auf die Bank. Unter ihnen ist die erfahrenste Spielerin und Kapitänin der vergangenen Jahre Bindia Naik (Shilpa Shukla), die daraufhin ihre Mitspielerinnen anstachelt, sich gegen Kabirs harte Trainingsmethoden zur Wehr zu setzen. Somit wird Kabir gezwungen, seinen Trainerposten aufzugeben. Zum Abschied lädt er die Mannschaft, seine Assistentin Krishnaji und Teammanager Sukhlal zu einem gemeinsamen Mittagessen in ein Restaurant ein, wo während des Essens eine Gruppe Männer beginnen, Mary anzumachen, was in einen heftigen Kampf zwischen den Spielerinnen und der Gruppe Männer ausartet. Nachdem das Hockeyteam die Prügelei für sich entscheiden konnte, sieht es ein, dass Kabir recht hatte, dass sie mit Teamarbeit weit kommen können und fragen ihn, ob er sie nicht doch weiter trainieren könne.
Der neu entdeckte Teamgeist spiegelt sich im Training wider, wird jedoch erneut auf die Probe gestellt als Herr Tripathi, Präsident der Indian Hockey Association, beschließt, auf die Teilnahme der Frauenmannschaft an der Weltmeisterschaft zu verzichten, um die dadurch gesparten Gelder in das Herrenteam zu investieren. Um ihn umzustimmen, schlägt Kabir ein Spiel zwischen den Frauen und Männern vor. Die Spielerinnen sind wenig begeistert, da sie sich keine Chancen ausmalen. Und wie zu erwarten, führt das Herrenteam schon nach der ersten Halbzeit 3:0. Doch Kabir versucht, der Mannschaft in der Halbzeitpause Mut zu machen, und als der Vorstand fragt, ob die Mannschaft nicht lieber aufgeben möchte, sind die Spielerinnen hoch motiviert, allen zu beweisen, wie gut sie sind. Sie schaffen mit zwei Toren den Anschluss und verpassen am Ende nur knapp den Ausgleich. Enttäuscht wollen sie den Platz verlassen, doch Tripathi und die Herren sind beeindruckt und lassen das Team nach Australien zur Weltmeisterschaft fahren.
Doch schon im ersten Spiel müssen sie gegen den Favoriten Australien spielen und werden mit 7:0 geschlagen. Durch Kabirs langes Training tritt die indische Mannschaft im nächsten Spiel gegen England deutlich besser organisiert auf und schafft es, alle Angriffe der Engländerinnen abzuwehren. Kurz vor Schluss gelingt Preeti sogar der Siegtreffer. Allerdings wird schon bei diesem Treffer offensichtlich, dass Komal und Preeti weiterhin konkurrieren und versuchen, jeweils mehr Tore als die andere zu erzielen und sich nicht zupassen. Auch die folgenden Spiele kann Indien für sich entscheiden. Sie gewinnen gegen Spanien (1:0), gegen Südafrika (2:0) und gegen Neuseeland (1:0). Im Spiel gegen die für ihre brutale Spielweise bekannten Argentinierinnen kann die robuste Balbir auftrumpfen und führt Indien mit einem 1:0-Sieg ins Halbfinale gegen Südkorea. Südkorea verteidigte bisher mit einer extrem engen Manndeckung, wodurch sie den gegnerischen Stürmern keinen Platz lassen. Vidya und Kabir sind sich einig, dass hier nur die erfahrenste Spielerin, Bindia Naik, zum Sieg verhelfen kann. Bindia durfte bisher nur auf der Bank sitzen, da sie immer noch nicht mit den neuen Spielmethoden Kabirs zurechtkommt. Sie und Gunjan, die beide normalerweise in der Defensive spielen, erzielen den Siegtreffer, durch den Indien in das Finale gegen Australien einzieht.
Am Abend vor dem Finale bittet Kabir Komal und Preeti zu einem Gespräch und versucht ihnen bewusst zu machen, dass sie, wenn sie nicht zusammenspielen, Australien den Sieg schenken werden. Doch Preeti erklärt Komal, dass sie Torschützenkönigin werden muss, um ihrem Verlobten zu beweisen, wie erfolgreich sie Hockey spielt.
Im Finale schießt Preeti schon in der ersten Minute das Führungstor. Doch aufgrund der weiterhin fehlenden Zusammenarbeit mit Komal gelingt es Australien, zwei Tore zu erzielen und in Führung zu gehen. In den letzten Minuten gelingt es Komal, alle Spielerinnen Australiens hinter sich zu lassen. Vor ihr und der mitgelaufenen Preeti ist nur noch die Torhüterin. Der australische Trainer ist sich sicher, dass Komal nicht passen wird und ruft seiner Spielerin zu, aus dem Tor zu kommen und Komal zu blocken, doch in der letzten Sekunde passt Komal zu Preeti, die zum Ausgleich trifft.
Es kommt zum Siebenmeterschießen. Bindia, Aliya, Mary, Nethra und Preeti sollen für Indien antreten, doch Preeti überlässt Komal ihren Schuss. Sowohl Nathra als auch Aliya vergeben, wodurch Australien 4:2 in Führung geht. Doch Komal und Mary verwandeln sicher, während Kapitänin Vidya als Torhüterin zwei Schüsse halten kann. Somit hängt alles an den letzten beiden Siebenmetern. Bindia zeigt keine Nerven und trifft, womit der Sieg allein von Vidya abhängt. Kabir erinnert sich an sein Spiel gegen Pakistan und kann erkennen, dass die Australierin gerade schießen will. Er gibt Vidya ein verstecktes Zeichen, stehen zu bleiben und er behält recht, wodurch Indien Weltmeister wird. Mit diesem Sieg kann Kabir seinen Namen reinwaschen und mit seiner Mutter in sein altes Haus zurückkehren.

## Entstehung und Veröffentlichung
| Figur            | Darsteller         | Deutscher Sprecher       |
| ---------------- | ------------------ | ------------------------ |
| Kabir Khan       | Shah Rukh Khan     | Pascal Breuer            |
| Preeti Sabarwal  | Sagarika Ghatge    | Luise Helm               |
| Aliya Bose       | Anaitha Nair       | Tanya Kahana             |
| Balbir Kaur      | Tanya Abrol        | Anja Stadlober           |
| Gul Iqbal        | Arya Menon         | Jasmin Mone              |
| Gunjan Lakhani   | Shubhi Mehta       | Antje von der Ahe        |
| Mary Ralte       | Kimi Laidawia      | Anita Hopt               |
| Nethra Reddy     | Sandia Furtado     | Anna Grisebach           |
| Rani Dispotta    | Seema Azmi         | Anja Rybiczka            |
| Soimoi Kerketa   | Nisha Nair         | Ann Vielhaben            |
| Vidya Sharma     | Vidya Malvade      | Berenice Weichert        |
| Komal Chautala   | Chitrashi Rawat    | Marie-Luise Schramm      |
| Bindia Naik      | Shilpa Shukla      | Claudia Urbschat-Mingues |
| Molly Zimik      | Masochon V. Zimik  | Catrin Dams              |
| Rachna Prasad    | Kimberly Miranda   | Fanny Müller             |
| Nikola           | Nichola Sequeira   | Katja Rosin              |
| Raynia Fernandes | Raynia Mascerhanas | Julia Stoepel            |
| Sukhlal          | Javed Khan         | Uli Krohm                |
| Tripati Ji       | Anjan Srivastav    | Klaus Sonnenschein       |
| Rakesh           | Nakul Vaid         | Stefan Krause            |
| Stadionsprecher  |                    | Tom Vogt                 |

Das Budget des Films betrug 220 Mio. Rupien. Die Dreharbeiten von Chak de India fanden unter anderem in Indien und Australien statt. Die Mädchen der Mannschaft wurden vor Drehbeginn 3–4 Monate in einem Hockey-Camp trainiert.
Der Film enthält drei Songs, die von Salim-Sulaiman entworfen wurden:
- Kuch Kariye / Chak De India
- Badal Pe Paon Hai
- Sattar Minute

Der Soundtrack wurde als Musik-CD veröffentlicht. Bad Bad Girls, Ek Hockey Doongi Rakh Ke und Maula Mere Lele Meri Jaan sind im Song-Menü nicht aufgelistet und dienen als Hintergrundmusik.
Die Hindi-Film-Produktion von Aditya Chopra kam im Verleih der Yash Raj Films am 10. August 2007 in die Kinos. Der Film spielte 640 Millionen Rupien ein und war damit einer der erfolgreichsten Filme 2007; es schlugen ihn in der Top-Ten-Liste nur Shahrukh Khans Om Shanti Om und der Film Welcome!.

## Auszeichnungen
- Shahrukh Khan wurde in der Kategorie „Bester Hauptdarsteller“ mit dem Star Screen Award und IIFA Award ausgezeichnet.
- Das Titellied Chak De India wurde zum besten Song des Jahres 2007 von „NDTV Vote“ gewählt